# Albert Ammer

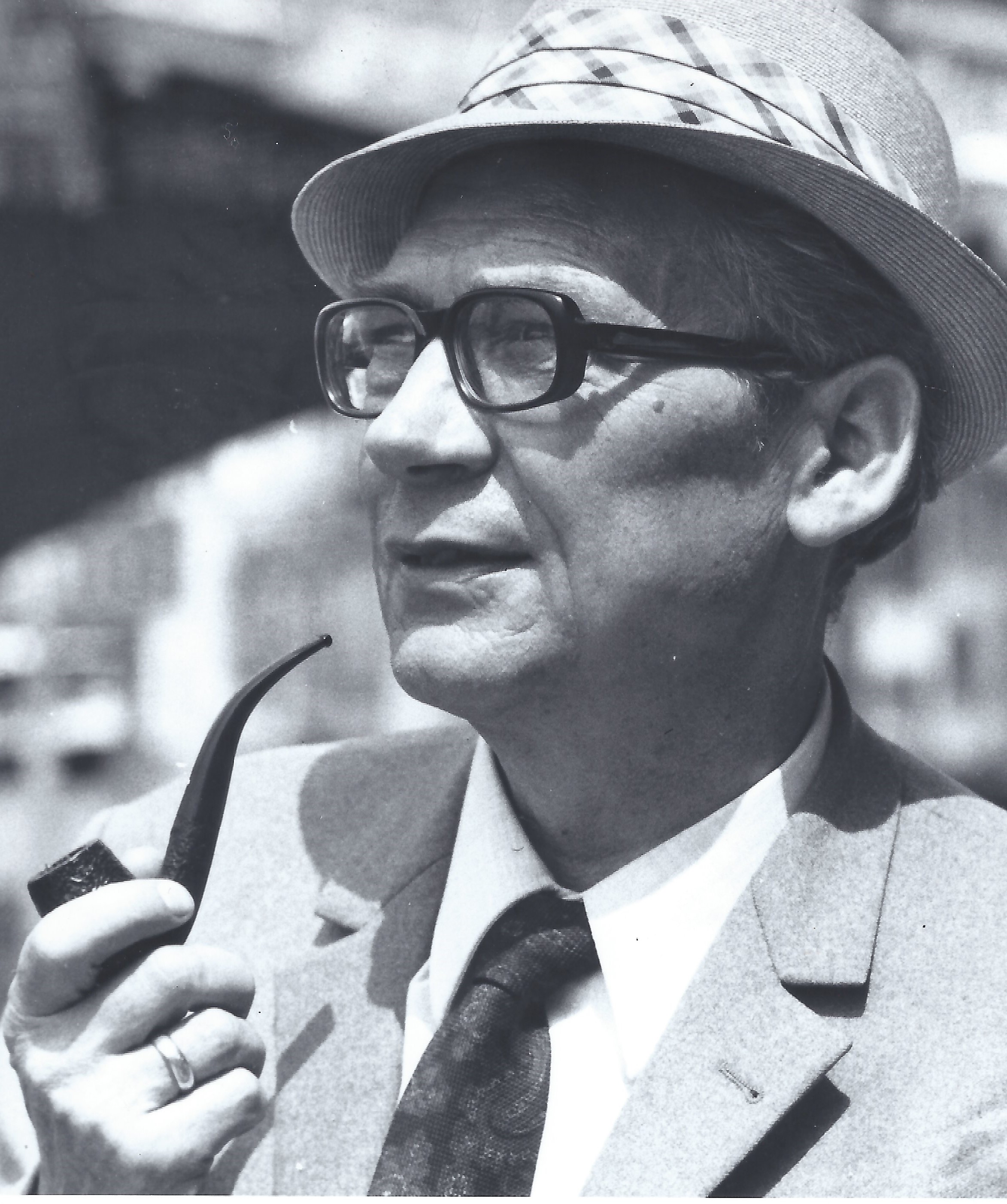
Albert Ammer (1965)

Albert (Otto) Ammer (* 31. Oktober 1916 in Windischenbernsdorf; † 23. Oktober 1991 in München) war ein deutscher Fotograf, Filmberichterstatter und Kameramann. Ammer drehte dokumentarische Filmdokumente und prägte die Bildsprache und Ästhetik für Die Deutsche Wochenschau mit. Nach dem Zweiten Weltkrieg drehte Ammer zahlreiche Dokumentationen für Der Augenzeuge (Wochenschau) in der damaligen SBZ (Sowjetische Besatzungszone) und der DDR. Während der Filmdreharbeiten dokumentierte Ammer die Ereignisse oft zusätzlich mit dem Fotoapparat.
Beim Volks-Aufstand vom 17. Juni 1953 filmte Ammer die Ereignisse in Halle (Saale). Die historisch einmaligen Filmaufnahmen entstanden mit Unterstützung der Filmassistentin Jutta-Regina Lau. Ammers Filmaufnahmen halfen zum 60. Jahrestag das Geschehen um den Volksaufstand von 1953 in Halle (Saale) zu rekonstruieren und gelten als historische Dokumente. Die Aufnahmen zeigen die friedliche und jubelnde Menschenmassen auf Marktplatz und Hallmarkt, die Befreiung von Häftlingen aus der Haftanstalt an der Kleinen Steinstraße und die blutig niedergeschlagenen Proteste vor dem Gefängnis Roter Ochse. Ammer wurde am 18. Juni 1953 von der DDR Staatssicherheit verhaftet und vier Wochen ohne Gerichtsbeschluss im Roten Ochsen inhaftiert. Die Filmaufnahmen und seine Ausrüstung wurden beschlagnahmt. In einem DDR-Schauprozess wurde Ammer zu drei Jahren Zuchthaus verurteilt und mit Berufsverbot in der DDR belegt. Ammer musste die drei Jahre Gefängnisstrafe vollständig verbüßen. Gnadengesuche wurden abgelehnt. Nach seiner Entlassung aus der Justizvollzugsanstalt Waldheim flüchtete Ammer 1956 aus der DDR in die Bundesrepublik Deutschland. Im Anschluss war Ammer als Chefkameramann tätig (Hessischer Rundfunk). 1961 wurde Ammer in München als „Kameramann mit besonderen Aufgaben“ fest angestellt (Bayerischer Rundfunk). Im Jahre 1991 wurde das DDR-Urteil gegenüber Ammer juristisch aufgehoben und Ammer wurde von der Bundesrepublik Deutschland offiziell und vollständig rehabilitiert. Nach 50 Jahren wurden in den Unterlagen der Stasi-Behörde Einzelaufnahmen seines Filmmaterials vom 17. Juni 1953 wiedergefunden. Die besondere filmische und zeitgeschichtliche Bedeutung von Ammers Filmschaffen wurde in zahlreichen Publikationen hervorgehoben. Ammers frühes filmisches Lebenswerk wurde von dem Historiker Günter Agde umfassend erforscht und historisch eingestuft. Ammer verstarb 1991 in München und ist gemeinsam mit seiner Frau, der Fotografin Jutta-Regina Ammer, auf dem Waldfriedhof (München) beigesetzt.
Ammers fotografisches Werk wurde 2002 in einer umfassenden Werkschau des Museums für Angewandte Kunst in Gera gewürdigt.
Seit dem Jahr 2013 wird Ammers einzigartige Filmarbeit während des 17. Juni 1953 in Halle (Saale) in der Ausstellung „Die DDR zwischen Repression und Widerspruch“ gewürdigt. Diese Ausstellung wurde zuletzt 2022 im Land Sachsen der Öffentlichkeit präsentiert.
Zum 70. Jahrestages des 17. Juni 1953, entstanden mehrere TV- und Hörfunkproduktionen über die Rolle von Albert Ammer beim Volksaufstand. ZDF Terra X „Kampf für die Freiheit“ berichtete über Ammers Filmaufnahmen. ARD History widmete sich Ammer und seiner Filmassistentin Lau. In der Gedenkstätte Roter Ochse wurde vom 17. Juni 2023 bis 2023 eine Sonderausstellung über Albert Ammers filmisches und fotografisches Werk präsentiert. Am 17. Juni 2023 berichteten die ARD Tagesthemen über Albert Ammers Rolle beim Volksaufstand vor 70. Jahren.

## Leben

### Familie
Albert Ammer war der Sohn zweier Fabrikarbeiter aus dem ländlichen Thüringen und wuchs in bescheidenen Verhältnissen auf. Sein Vater Otto Paul Ammer (1889–1943) stammte aus Windischenbernsdorf und arbeitete in der Textilindustrie als Schlichter. Seine Mutter Helene Lina, geborene Fröhlich (1889–1975), stammte aus Schafpreskeln. Albert Ammer verband eine lebenslange Freundschaft mit Luis Trenker. Im Sommer 1940 heiratete Ammer die Stenotypistin Emma Wilhemina Eid (1909–1957). Emma Ammer verstarb überraschend 1957. Im September 1959 heiratete Ammer die Fotografen-Meisterin Jutta-Regina Ammer, geborene Lau (1931–2019). Der Sohn Andreas Ammer wurde 1960, der Sohn Alexander K. Ammer 1968 in München geboren. Beide Söhne arbeiteten für Film und Fernsehen. Ein Deutscher Fernsehpreis wurde 2011 Andreas Ammer verliehen. Alexander K. Ammer ist Absolvent der Hochschule für Fernsehen und Film München. Albert Ammer verstarb 1991 und ist auf dem Waldfriedhof (München) mit seiner Frau Jutta-Regina Ammer beigesetzt. Nach Ammers Tod kämpfte Jutta-Regina Ammer für die Wiederauffindung des beschlagnahmten Filmmaterials vom 17. Juni 1953 und für die historische Aufarbeitung. In der Folge entstanden mehrere Ausstellungen mit Fotos aus Ammers Filmaufnahmen vom 17. Juni 1953.

### Ausbildung
Albert Ammer absolvierte eine Lehre zum Schauwerbegestalter im Warenhaus von Oscar Tietz in Gera. 1939 arbeitete er als Assistent des Standfotografen Ernst Baumann beim Luis-Trenker-Film Der Feuerteufel. Von 1940 bis 1943 diente er im Zweiten Weltkrieg als Bildsoldat und Spezialist für Luftaufnahmen in der Luftwaffe.

### Die Deutsche Wochenschau (1943–1945)
1943 wurde Ammer an der Bildberichterschule in Berlin zum Filmberichterstatter ausgebildet. Ammer drehte als Filmberichter im Filmtrupp z.b.V., im Heeresfilmberichterzug (HKBZ) beim Oberbefehlshaber West und 1945 im Berliner Teil der Propagandakompanie. Ammer filmte für die Wochenschau das Kriegsgeschehen in Berlin, an der Westfront/Normandie, in den Vogesen und in Ungarn. Ammer gehörte zu den wenigen Kriegsberichtern, die bis zum Ende des Weltkrieges Filmreportagen erstellten.

### Fotoarbeit (1939–1947)
Während der Kriegseinsätze als Soldat erstellte Ammer private Fotoreportagen über Sizilien, Kreta, Athen und Paris. Bereits 1942 präsentierte der Kunstverein Gera eine Ausstellung seiner schwarz-weiß Fotografien aus Sizilien und Griechenland in einer Ausstellung. Ammers Fotografien lenkten das Bild auf die ländliche Bevölkerung, zufriedene alte Menschen und fröhliche Kinder sowie auf die alten Kulturschätze. Der Kurator der Fotoausstellung 2002 urteilte: „Von Albert Ammer ist bekannt, dass er ausschließlich im eigenen Auftrag und frei von ideologischen Zwängen fotografierte, um seine Eindrücke und Bildvorstellungen zu realisieren. Ein von ihm verfasster Artikel über die Bilder seiner Ausstellung (1942) in der Geraer Zeitung wie auch die Bilder selbst belegen, dass sich der zum Wehrdienst verpflichtete Soldat offensichtlich nicht für die Anliegen der Nationalsozialisten instrumentalisieren ließ.“ Trotz der schwierigen Bedingungen gelang es Ammer einzelne Fotografien in den Kriegsjahren in Fachzeitschriften zu veröffentlichen.
Ab 1945 arbeitete Ammer als freier Fotograf in Gera. Ammers Aufnahmen aus dieser Zeit dokumentieren historische Ereignisse in Gera. Am 8. November 1945 dokumentiert Ammer mit seinen Fotografien den ersten freien Markt auf dem Roßplatz. Ammer fotografierte Kriegsflüchtlinge in Thüringen und die Ankunft von Umsiedlern aus den Ostgebieten nach 1945 am Bahnhof Langenberg. Einiger dieser Fotoaufnahmen befinden sich im Besitz des Stadtmuseums Gera. Im Juni 1946 veröffentlicht Ammer eine Fotoreportage über Vertriebene aus der Tschechoslowakei in der Abendpost Weimar. Weitere Fotoreportagen für die Neue Berliner Illustrierte folgten.

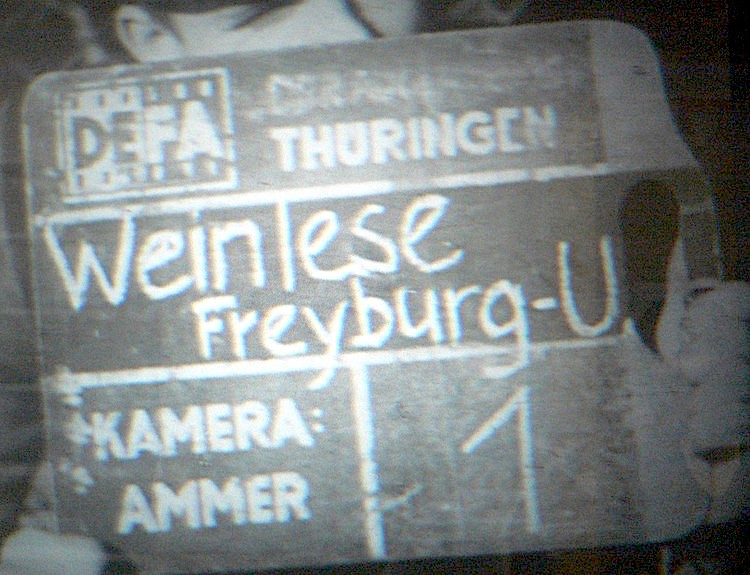
Filmklappe Albert Ammer für „Der Augenzeuge“ im Oktober 1948

### Der Augenzeuge (Wochenschau 1947–1953)

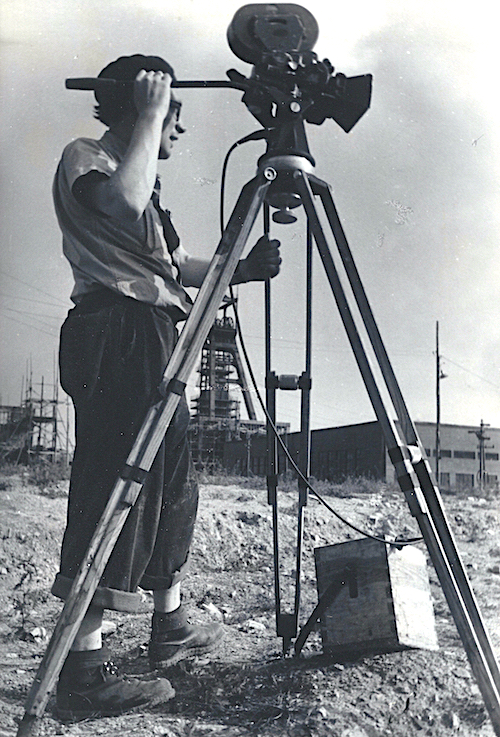
Albert Ammer bei Außenaufnahmen in Thüringen mit Arriflex 35mm, 1949

1946 bemühte sich Ammer in Thüringen ein eigenständiges Studio für Filmnachrichten aufzubauen. Mit der Unterstützung des ebenfalls aus Gera stammenden Ministerpräsidenten von Thüringen Rudolf Paul konnte 1947 das Filmstudio der Defa in Weimar eröffnet werden. Von 1947 bis 1950 arbeitete Ammer als festangestellter Kameramann für die DEFA-Außenstelle Weimar/Thüringen. Er drehte dokumentarische Berichte für die DDR-Wochenschau Der Augenzeuge. Das Sujet der Berichte konnte Ammer zum Teil selbst vorschlagen und entscheiden. Ammers Souveränität beim Drehen und seine Freiheit bei der Auswahl von Dokumentationsthemen in Thüringen stießen bereits 1948 auf politische Kritik in der sozialistischen Führungsriege Thüringens. Ammer und der DEFA-Stab setzten dennoch ihren Kurs der erzählerischen Dokumentation fort „Ammers Wille als Kameramann war auf Klarheit gerichtet. Auf Klarheit des Vorgangs und der Erzählung. Er hatte den Zuschauer im Auge“.

### Volksaufstand vom 17. Juni 1953 in Halle (Saale)
Am 17. Juni 1953 filmte Ammer, gemeinsam mit der Film-Assistentin Jutta-Regina-Lau, ab circa 13 Uhr die Ereignisse des Volks-Aufstand vom 17. Juni 1953. Ammers Ziel war es die außergewöhnlichen Ereignisse zu dokumentieren. Ammer verwendete dabei seine private 35mm-Arriflex-Filmkamera, für die die DEFA ihm monatlich Nutzungsgebühren zahlen musste. Ammer und Lau drehten etwa 250 Meter 35mm-Film. Heute sind von diesem Filmmaterial mehr als 150 Einzelbilder erhalten. Diese Aufnahmen bilden neben Berliner Fotos die umfangreichste Dokumentation der Ereignisse vom 17. Juni 1953 in Halle (Saale). Erst aufgrund Ammers Aufnahmen wurde die Bedeutung der Stadt Halle (Saale) bei dem Volksaufstand 2003 rekonstruiert. Mit fast 100.000 Demonstranten bildete Halle eines der größten Zentren des Volksaufstandes vom 17. Juni 1953 in der DDR. „Nur in Berlin und Magdeburg gingen mehr Menschen auf die Straße!“
Ammer hatte am Morgen mit seiner Film-Assistentin Jutta-Regina Lau die sich versammelnden Menschenmassen beobachtet und wollte die Ereignisse mit der Filmkamera dokumentieren. Bei der Ausgabe des Filmmaterials kam es zu einem Wortgefecht zwischen Ammer und Vorgesetzten der DEFA. Ammer verlangte die Herausgabe von Filmmaterial. Der DEFA-Vorgesetzte ließ das Filmmaterial aushändigen und wies darauf hin, dass Ammer nicht im Auftrag der DEFA drehte. Bei den Dreharbeiten unterstützte Ammer die Fotografin und DEFA Angestellte Jutta-Regina Lau. Ammer und Lau filmten von erhöhten Standpunkten die Ereignisse in der Innenstadt von Halle (Saale). Auf dem Marktplatz Halle filmte Ammer die heiteren und fröhlich in die Kamera winkenden Demonstranten. Das Einzelbild des späteren Streikführers Herbert Gohlke, wie er umringt von einer Gruppe Streikender, gut gelaunt den Kameramann grüßt wird nach über 50 Jahren zu einem berühmten Bild des Volksaufstandes in Halle (Saale). Diese Aufnahmen belegten, dass die Demonstrationen in der gesamten Bevölkerung der DDR Unterstützung fand. Auf Ammers Bildern lachen junge Paare in seine Kamera, junge Frauen winken dem Kameramann gut gelaunt zu. Auf Ammers Aufnahmen nehmen Vertreter aller Schichten, zahlreiche Kinder und auch ältere Personen an den Demonstrationszügen in Halle (Saale) teil. Der Volksaufstand erscheint in einigen Bildern Ammers mehr als fröhliches Volksfest als Aufstand. Ammers Filmaufnahmen bilden zentrale, historische Bilddokumente, welche das heutige Verständnis des Volks-Aufstandes vom 17. Juni 1953 in der DDR neu prägten.  Während der Dreharbeiten in Halle (Saale) entstand ein Foto von Ammer und Lau, wie beide hell bekleidet von einem Lastwagen die Demonstranten mit der Filmkamera filmen. Diese Aufnahme diente bereits wenige Tage später der DDR-Staatssicherheit als Beweismittel gegen Albert Ammer.
Ammer filmte wie Jugendliche dicht gedrängt auf Lastwagen stehend an den Demonstrationen teilnehmen. Tragische Szenen filmte Ammer gegen 14 Uhr vor dem Gefängnis Roter Ochse, wo Jugendliche mit Steinen das Gefängnis bewarfen. Wasserwerfer wurden von den DDR-Organen gegen die Demonstranten eingesetzt. Bei diesen Unruhen wurden fünf Menschen getötet. Ebenso nahm er die höchst dramatische, aber friedliche, Befreiung von mehr als 200 inhaftierten Frauen aus dem Gefängnis an der Kleinen Steinstraße auf. Dabei handelte es sich um die einzige, erfolgreiche Gefängnisbefreiung in der DDR am 17. Juni 1953. Ammer drehte, bis sowjetisches Militär mit Waffengewalt vor dem Gebäude aufmarschierte. Gegen 16 Uhr filmte Ammer, wie sowjetische Panzer gegen die Demonstranten in der Innenstadt von Halle (Saale) vorrückten.
Um 17 Uhr nahmen zwei weitere sowjetische Panzer Stellung auf dem Marktplatz. Ammer filmte diese Panzer. Diese Aufnahmen bildeten einen der schweren Vorwürfe bei seinen Verhören und wurden von den DDR-Organen als Sabotage ausgelegt. In der Vernehmung durch Beamte des Ministeriums für Staatssicherheit im Gefängnis Roter Ochse (August 1953) gab Ammer zu Protokoll: „Ich führte diese Filmarbeiten durch, um ein Dokument zu schaffen, welches über die DEFA dem Stadtarchiv Halle zur Verfügung gestellt werden sollte“.
Das Ministerium für Staatssicherheit verwendete Ammers beschlagnahmten Film um Teilnehmer an der Demonstration zu identifizieren und zu verhaften. Ammers gedrehte Filmstreifen wurden in Einzelbilder zerschnitten. Die restlichen Bildschnipsel blieben in einer Stasi-Akte erhalten. Die Stasi hielt Ammers Aufnahmen mit dem Vermerk „streng geheim“ bis zum Mauerfall unter Verschluss. Erst nach 40 Jahren wurden einzelne Bilder wiederentdeckt.
Im Vernehmungsprotokoll vom 17. Juli 1953 gab Ammer zu Protokoll: „Ich wollte diese Vorkommnisse filmen um ein Zeitdokument zu schaffen.“ Im September 1953 wurde Ammer vom DDR Bezirksgericht Halle (Saale) zu drei Jahren Gefängnis verurteilt, die er komplett absitzen musste. In Sicht des DDR-Gerichts waren Ammers Filmarbeiten laut Anklage „provokatorisches Verhalten“ und er unterstützte „neofaschistische und antidemokratische Umtriebe feindlicher Elemente“. Aufgrund der politischen Motivation des Gerichtsurteils und des Unrechts der Gefängnisstrafe hob das Bezirksgericht Halle (Saale) in April 1991 das Urteil von 1953 auf. Albert Ammer wurde juristisch rehabilitiert. Zum 50. Jahrestages des Volksaufstandes 1953 im Jahr 2003 fanden Ammers Aufnahmen und sein Wirken am 17. Juni 1953 bundesweite Aufmerksamkeit in Presse, Film und Fernsehen. Nach 50. Jahren wurden die Einzelaufnahmen von Ammer erstmals öffentlich im Film vorgeführt und im Fernsehen ausgestrahlt. Zum 60. Jahrestag 2013 dokumentierte eine Wanderausstellung u. a. im Berliner Abgeordnetenhaus und dem Sächsischen Landtag einzelne der Filmbilder Ammers vom 17. Juni 1953 und hob seine Filmarbeit in Halle/Saale hervor.

### Dokumentarfilme (1950–1981)
In den Jahren 1950 bis 1953 drehte Ammer erste kürzere Dokumentarfilme mit seiner Arriflex-35mm-Kamera in schwarz-weiß. Für Brigade Anton Trinks „realisierte er komplizierte, lichttechnisch aufwendige Aufnahmen“. Ammer filmte realistische Szenen von der körperlich außerordentlich schweren Arbeit der Bergleute unter Tage. Die Aufnahmen fanden zum Teil in 1000 Meter Tiefe statt. Dieser Film wurde in Gera 2003 und in Berlin 2008 wieder aufgeführt. Die Film- und Fotoarbeit des Kameramanns Ammer wurde von dem Historiker Agde in mehreren Publikationen analysiert. Nach seiner Haftentlassung und Flucht in den Westen arbeitete Ammer als freier Filmkameramann für verschiedene Filmproduktionen u. a. auch für die amerikanische Fox. 1958 drehte Ammer einen Farbfilm über die Firma Steiff. Ammer führte bei zahlreichen, längeren Dokumentationen, Kulturfilmen und Dokumentarfilmen die Kamera. Seine Dreharbeiten führten ihn in zahlreiche westeuropäische Länder und nach Afrika.
Mit dem Journalisten Klaus Stephan drehte Ammer im Mai und Juni 1962 im Grenzgebiet von Tschad, Kamerun, Niger und Nigeria einen Dokumentarfilm. Unter schweren Drehbedingungen entstanden zum Teil ethnografisch wertvolle und einzigartige Filmaufnahmen, welche die Kulturwelt am Tschadsee und den angrenzenden Bergregionen dokumentierten. Im Ort Maiduguri filmte Ammer vor dem Palast des Shehu die Feierlichkeiten des Hammelfestes. Traditionelle Festtagskleidung, alte aufgeführte Riten und ein Trance-Tanz bildeten filmische Höhepunkte. Im Land der Matakam, in den Mandara Bergen in Kamerun, filmte Ammer die historischen und traditionellen, kleinen Wohnhäuser aus Stein, Lehm und Strohdächern. In den Wüsten- und Gebirgsregionen Kameruns dokumentierte Ammer die Lebensweise der Menschen und deren regional spezifische Kunst mit z. B. bemalten und verzierten Kalebassen und Kultobjekten. Einige Aufnahmen zeigten die traditionelle und rituelle  Skarifikation insbesondere bei den Frauen. Ammer fotografierte zusätzlich mit seiner Leica-Kamera. Einige seiner Fotografien wurden in der Werkschau in Gera 2002 erstmals der Öffentlichkeit präsentiert. Ammer notierte in seinen Aufzeichnungen: „Meine Filmkamera mußte über Paris und Gibraltar fliegen. So hatte ich in Fort Lamy drei Tage Zeit, mich zu akklimatisieren und einige Fotos in Ruhe zu machen. Der Markt lag am Stadtrand. Bei 48 Grad im Schatten war ich immer Schweiß gebadet, als ich dort ankam.“

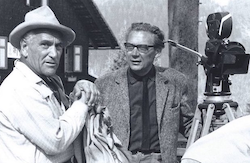
Albert Ammer mit der 35mm Filmkamera und Luis Trenker bei Dreharbeiten in Südtirol 1963

In den 60er Jahren drehte Ammer mehrere Dokumentarfilme in Italien. 1963 und 1964 filmte Ammer seinen langjährigen Freund Luis Trenker für die beliebte Fernsehserie „Luis Trenker erzählt...“ in Südtirol. 1963 dokumentierte er filmisch den Ort Cinque Terre. 1965 filmte Ammer einen mehrteiligen italienischen Sprachkurs für das erste deutsche Fernsehen (ARD). Die Aufnahmen wurden aufwendig an Originalschauplätzen in Italien gedreht. 1968 drehte Ammer mit Massimo Sani einen 90-minütigen Dokumentarfilm über moderne italienische Literatur mit Interviews führender italienischer Schriftsteller der Zeit.
Mit dem Galeristen Richard P. Hartmann drehte Ammer 1968 den Dokumentarfilm Die künstlichen Paradiese. In diesem Film nahmen mehrere bedeutende Künstler, darunter Arnulf Rainer, die Droge LSD. Ammers Filmkamera filmte die unter Drogen arbeitenden Künstlern bei ihren Kunstprojekten. Einige der von Ammer erstellten Fotografien zählen zu seinen spektakulärsten Aufnahmen.
1970 drehte Ammer unter der Regie von Horst Siebecke einen Dokumentarfilm über die Arbeit der Polizei mit dem Titel „Fahndungsauftrag Demokratie“. In der Vorbereitungszeit der Olympischen Spiele München filmte Ammer verschiedene Phasen von der Planung bis zur Nachnutzung der olympischen Stätten. In den 70er Jahren arbeitete Ammer hinter der Filmkamera mit dem Journalisten Dieter Wieland und drehte mehrere Dokumentationen über Architektur und nachhaltige Stadt- und Dorfgestaltung. Aus dieser Zusammenarbeit ergab sich Ammers fotografischer Fokus in seiner Spätphase auf die Dokumentation und das Veröffentlichen von Fotografien von Türen.

### Fernsehfilme und Unterhaltung (1956–1978)
In den Jahren 1956 bis 1959 führte Ammer die Kamera bei Filmproduktionen in Baden-Baden und in den Bavaria Filmstudios München. Für den Südwestfunk arbeitete er als Chefkameramann im Filmstudio. 1957 und 1958 filmte Ammer unter der Regie von R.A. Stemmle den „Dämmerschoppen“, bei dem zahlreiche berühmte Schauspieler und Kabarettisten der Zeit auftraten (u. a. Gustav Knuth, Werner Finck). In der Bavaria drehte er z. B. 1958 das fünfteilige Fernsehspiel „Artisten-Hotel“. Ammer führte die Filmkamera bei der Produktion „Fernsehspielereien“ mit dem Regisseur Wolfgang Kaskeline. Ammer drehte den zweiteiligen Krimi „Der Tod kam durchs Telefon“ in der Bavaria. Ein weiterer Schwerpunkt lag bis 1959 auf Unterhaltungs- und Musikproduktionen, z. B. „Melodie d'Amour“ mit Henri Salvator, „Schlagerbummel“ oder „Rummelplatz-Melodie“.
1978 führte Ammer die Kamera bei der 13-teiligen in und um München gedrehten Fernsehserie Die fabelhafte Familie Ko in der Zauberkiste.

### Fotoarbeit (1948–1991)
Seit Ammers Arbeit als Wochenschau Kameramann bis zu seiner Pensionierung fotografierte er fast vierzig Jahre parallel zur Filmarbeit mit seinen privaten Rolleiflex- und Leica-Kleinbildkameras. 1948 gehörte Ammer zu den Gründungsmitgliedern einer Fotoarbeitsgemeinschaft im Kulturbund zur demokratischen Erneuerung Deutschlands in Gera. Zu den Gründungsmitgliedern gehörten neben Ammer, Paul Gessner, Heinz Heinig, Bernhard Mann, Walter Musche, Georg Tuncsik und Herbert Wagner. Aufgrund der politischen Umstände und der wachsenden Einmischung der SED in die Kultur, löst sich die Gruppe Ende der 1950er Jahre auf.
Während Ammers Dreharbeiten zu dem preisgekrönten Dokumentarfilm „Brigade Trinks“ erstellt Ammer eine historisch bedeutsame, fotografische Dokumentation von den Bergarbeitern und deren schweren Bergarbeit im Schacht bei Eisleben. In den 1950er Jahren veröffentlichte Ammer wieder häufig Aufnahmen in Fotografie-Fachmagazinen.
Beim Volksaufstand vom 17. Juni 1953 wirkte Ammer nicht als Fotograf, sondern als Film Kameramann. Bei den heute erhaltenen und veröffentlichten Fotoaufnahmen von den Demonstrationen und Unruhen in Halle (Saale) handelt es sich nicht um Fotografien, sondern um Einzelbilder aus Ammers Filmstreifen, welche die Stasi-Mitarbeiter aus dem 35-mm-Filmstreifen herausgeschnitten hatten. Die hohe Kornqualität von Ammers professionellem Filmmaterial lässt Ammers Aufnahmen leicht von anderen, einzelnen und unschärferen Amateurfotos unterscheiden.
Nach seiner Flucht nach Westdeutschland arbeitete Ammer in München zunächst als freier Fotograf. In dieser Zeit entstand ein Standfoto bei den Dreharbeiten zu Stanley Kubricks Film „Path of Glory“. Das Foto zeigte Kirk Douglas in der Filmuniform, umringt von seinen Schauspielerkollegen bei einem Zeitungsinterview. Ab den 60er Jahren veröffentlichte Ammer seine Aufnahmen in Büchern (zum Beispiel Luis Trenker), Foto-Magazinen, Zeitschriften und auf Titelseiten für das monatliche Programmheft des Bayerischen Rundfunks. 1969 gelangte „das offensichtlich interessanteste Foto“ (Frank Rüdiger) zur weltweiten Veröffentlichung in der US-Zeitschrift Time. Die Aufnahme zeigt den Künstler Arnulf Rainer, wie dieser sich unter Einfluss der Droge LSD sein Gesicht bemalt. Ammer verband mit dem Regisseur dieses Dokumentarfilms, Richard P. Hartmann, im Anschluss eine langjährige Freundschaft und Zusammenarbeit.

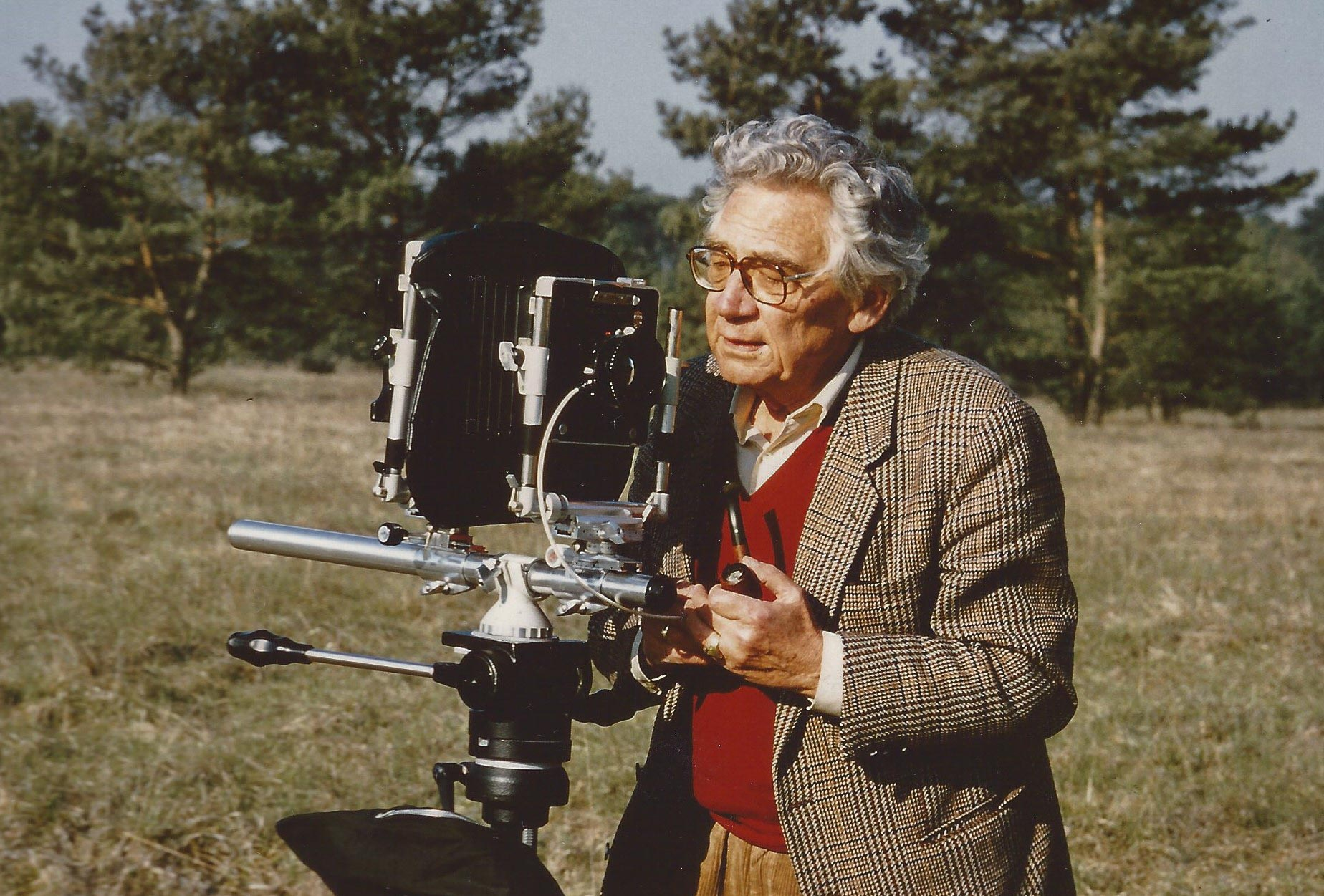
Albert Ammer, Selbstporträt mit Linhof Plattenkamera, 1987

Ammer porträtierte in den 1970er Jahren zahlreiche Künstler der Wiener Schule, z. B. Ernst Fuchs. Ammer schuf mit seiner Fotokamera, meist in schwarz-weiß, Porträts von führenden deutschsprachigen bildenden Künstlern der Zeit. Darunter z. B. Aufnahmen von Friedensreich Hundertwasser, Joseph Beuys und Alfred Hrdlicka. In den 70er und 80er Jahren porträtiert Ammer bekannte Schauspieler, deutsche Politiker und Schriftsteller, z. B. Maria Schell, Gert Fröbe, Carl-Borro Schwerla, Eugen Roth.
Nach seiner Pensionierung fotografierte Ammer in Europa mehrere hundert künstlerisch gestaltete Türen und Tore. Einzelne Aufnahmen wurden veröffentlicht. Mit seinem Tod blieb das Buchprojekt über Türen unvollendet. 1987 illustrierten zum Teil vier Meter hohe Fotos von Albert Ammer die Ausstellung „Die Bajuwaren“. Die Aufnahmen wurden mit einer Linhof Plattenkamera im Format 13 × 18 erstellt. Die Ausstellung wurde 1988 in Bayern und Österreich präsentiert. 1987 und 1988 gestaltete Ammer mit einer großformatigen Hasselblad-Kamera die Jahreskalender für den Grafen von Oettingen über fürstliche Besitztümer und historische Kutschen (Altes Schloss Wallerstein).

## Kritik
Ein Zeitungskritiker schrieb zu seiner ersten Fotoausstellung über Griechenland in Gera 1942: (Ammer) „hat von diesen klassischen Bauten Bilder ausgestellt, die dem Vergleich mit den Leistungen der bekanntesten Photographen nicht nur standhalten, sondern in eigenwilliger, manchmal ganz überraschender Aufnahmetechnik hat er Ansichten von monumentaler Größe geliefert“.
Der Direktor des Museum für Angewandte Kunst in Gera, Hans-Peter Jakobson, attestierte den Fotografien von Albert Ammer „hohen künstlerischen Wert“. Die Aufnahmen seien „persönlich“ und „mit dem Blick auf seine Zeit und nicht aus der Distanz eines Dokumentaristen heraus“ fotografiert. „Ammer habe die Menschen nicht bloßgestellt, sondern immer die Würde des Menschen in den Mittelpunkt gestellt“.
Frank Rüdiger, der Kurator der Fotoausstellung 2002 in Gera, resümierte im Ausstellungskatalog zur Fotografie von Albert Ammer: „Die Stärke seiner Fotografien liegt bei aller Unterschiedlichkeit ihrer stilistischen Divergenz und Intensität im beschreibenden und erzählerischen Moment. Über die Dokumentation bloßer Realitätsausschnitte und Tatsachen hinaus schildern seine Bilder aus über einem halben Jahrhundert manchmal große, meistens jedoch kleine Geschichten von seinen Erlebnissen in der Welt und den Menschen, die er dort traf.“
Jutta-Regina Ammer, die die Geraer Werkschau über das fotografische Lebenswerk ihres Ehemanns mit initiierte, beschrieb die Arbeitsweise des Fotografen Albert Ammers in einem Zeitungsinterview wie folgt: „Er war ein leidenschaftlicher, ja besessener Arbeiter. Er ist wieder an einen individuellen Ort gegangen, so lange bis er genau die Stimmung, das Licht, die Situation vorfand, die er bereits in seinem Kopf visualisiert hatte. Keines seiner Motive ist ein Zufallsprodukt.“
Die prägende Bedeutung des Filmkameramanns für Die Deutsche Wochenschau beurteilte der Filmhistoriker Günter Agde wie folgt: „Zum Ende Ihrer Zeit bei der Deutschen Wochenschau (...) beherrschten die Wochenschau-Kameraleute technisch und ästhetisch das Wochenschau Sujet als stummes, kurzes, schwarz-weißes Filmformat mit Reportagecharakter. Ammer hat – im Ensemble mit den Beiträgen seiner Kollegen – seinen subjektiven Anteil daran. Insofern hat er die Ästhetik der Deutschen Wochenschau mitgeprägt.“
„Alle Wochenschau AUGENZEUGEN-Sujets Ammers bilden heutzutage wertvolle zeithistorische Dokumente“.
Über die Aufnahmen zum Volksaufstand vom 17. Juni 1953 hob der Filmhistoriker Günter Agde die Dynamik der Aufnahmen heraus: „Die Demonstranten blickten in die Kamera und winkten zu ihr hin, einige riefen dem Kameramann zu, an welchen Orten in Halle er noch drehen sollte. Diese besondere Interaktion zwischen Kameramann und Demonstranten bei ihrer Willensbekundung an einem öffentlichen Ort bewirkt die Authentizität der fotografischen (filmischen!) Dokumentierung.“
Fred Klink, ein DEFA-Regisseur und Drehbuchautor, urteilte 2002 im Rückblick: „Mit dem Kameramann Albert Ammer verloren die Wochenschau- und Dokumentarfilm-Sparte, sowie das Fernsehen einen Großen, einen Mann dessen 'Kameraauge' stets dann aufleuchtete, wenn es galt, die Geschehnisse der Zeit und die Schönheit der Welt im Bild für den Betrachter festzuhalten und dessen Beruf Berufung war, die mit seinem Können stets den Menschen diente“.
In dem ARD-Fernsehmagazin Report München hieß es 2003 übers Ammers Filmaufnahmen zum 17. Juni 1953: „Chronist des Hallenser Aufstandes ist der Kameramann Albert Ammer. Ammers Aufnahmen werden beschlagnahmt, er selbst wird deshalb zu drei Jahren Zuchthaus verurteilt. Ammers sensationelle, noch nie gezeigte Aufnahmen zeigen lachende Menschen, die auf den Straßen feiern und die Gefängnisse stürmen“.
Die Mitteldeutsche Zeitung urteilte über Ammers Filmaufnahmen am 17. Juni 1953 in Halle: „Er erhielt der Nachwelt ein Zeitzeugnis, das seinesgleichen sucht“.
In der Terra-X-Sendung „Kampf um die Freiheit – Fünf Anläufe zur Demokratie“ wird Albert Ammers Rolle als Kameramann und Dokumentarist am 17. Juni 1953 in Halle dokumentiert. Zum Abschluss der Dokumentation formuliert der Moderator Mirko Drotschmann: „Wir haben Momente und Menschen gesehen, die erfüllt waren von Hoffnung, von Zuversicht, von Mut. Ich finde bessere Vorbilder kann man sich kaum vorstellen“.

## Rezeption
Der biografische Roman „Alberts Bilder bleiben 1916–1991“ widmet sich dem Leben und Wirken Albert Ammers bis zu den Ereignissen des Aufstandes vom 17. Juni 1953 in Halle (S.). In dem Roman wird der Lebensweg entlang von 81 originalen Fotografien von Albert Ammer und Jutta-Regina Lau nacherzählt. Autor ist der Albert Ammers Sohn, Alexander K. Ammer. Der Roman erscheint zum 70. Jahrestag des 17. Juni 1953.
In der ZDF-Produktion „Terra X History Spezial“ mit dem Titel „Kampf um die Freiheit“ ist Albert Ammer einer von drei Protagonisten anhand derer die Ereignisse des 17. Juni 1953 in der DDR erzählt werden. In der Doku werden zahlreiche der erhaltenen Einzelbilder der Aufnahmen Albert Ammers erstmals zum Teil „rekonstruiert und animiert“. Erster Sendetermin war der 13. Juni 2023 im ZDF, verfügbar in der ZDF-Mediathek. Der Moderator Mirko Drotschmann beschreibt Albert Ammer und seine Filmaufnahmen wie folgt: „...diesen Tag für die Nachwelt festhalten“ und „eine bewegende Geschichte“.
Die Gedenkstätte „Roter Ochse“ in Halle (Saale) präsentiert vom 17. Juni 2023 bis zum 20. Oktober 2023 eine Sonderausstellung über den Kameramann, Fotografen und ehemaligen Insassen des Roten Ochsen, Albert Ammer mit dem Titel „Zwischen den Welten: Albert Ammer“. In der Ausstellung werden einige Fotografien von Albert Ammer aus den Jahren 1952 und den Dreharbeiten zum Dokumentarfilm „Brigade Trinks“ erstmals der Öffentlichkeit präsentiert. Erhaltene Einzelbilder seiner Filmaufnahmen, auch vom Aufstand direkt vor den Mauern des Roten Ochsen am 17. Juni 1953, werden präsentiert und dokumentiert. Alexander K. Ammer eröffnete die Ausstellung am 17. Juni 2023 unter Anwesenheit der ARD-Tagesthemen.
MDR-Podcast „Die Bilder aus Halle“ urteilt in dem Titel „DEFA-Mann gelangen einmalige Filmaufnahmen“.
Der Bericht in den Tagesthemen endet mit der Anerkennung für Albert Ammers Aufnahmen vom 17. Juni 1953: „...dem Schrei nach Freiheit ein Gesicht geben“.

## Ehrungen
- 1942: Fotoausstellung „Photoerlebnisse eines Soldaten“ im Kunstverein Gera[26][25]
- 1949: Fotoausstellung „Das Foto“ durch Fotoarbeitsgemeinschaft in Gera
- 1953: Prädikat Dokumentarfilm „Brigade Anton Trinks“[3]
- 1953: DDR Staatspreis: Heinrich-Greif-Preis für „Brigade Anton Trinks“[65]
- 1969: Filmvorführung im ARRI-Kino, München: Die künstlichen Paradiese, 7. Dezember 1969
- 1981: Medaille des Bayerischen Rundfunks in Gold[65]
- 2002: Fotoausstellungen in Gera: „Albert Ammer 1916–1991 - Ein Fotograf wird entdeckt“; zwei Ausstellungen im Museum für Angewandte Kunst Gera[2] und der Sparkasse Gera-Greis[73]
- 2003: Informationstafel und Fotopräsentation von Albert Ammers Aufnahmen vom 17. Juni 1953 in Halle (Saale) im Landtag des Landes Sachsen-Anhalt
- 2003: Darstellung von Ammers Rolle als Filmkameramann am 17. Juni 1953 im Film „Helden ohne Ruhm“[74]
- 2003: Dokumentarfilm „17. Juni in Halle - ein Tag der Zivilcourage“[75]
- 2004ff: Gedenktafel mit Fotografien und Informationen zum Kameramann Albert Ammer, Häftling im DDR-Regime in der Haftanstalt Roter Ochse, Gedenkstätte Roter Ochse, Halle (Saale)
- 2005: Aufführung Film „Brigade Anton Trinks“ auf den Internationalen Filmfestspielen Berlin[76]
- 2008: Filmvorführung im Arsenal Kino, Berlin: Albert Ammer (1996–1991): Kameramann in drei Zeiten, mit Einführung durch den Filmhistoriker Günter Agde, 20:30 Uhr, 12. September 2008[77][53]
- 2013: Informationstafeln zu Albert Ammer in der Ausstellung „Die DDR zwischen Repression und Widerspruch“ im Landtag des Freistaates Sachsen, eröffnet am 17. Juni 2013
- 2013: Informationstafeln zu Albert Ammer in der Ausstellung „Die DDR zwischen Repression und Widerspruch“ im Abgeordnetenhaus des Landes Berlin[51]
- 2020: Informationstafeln zu Albert Ammer in der Ausstellung „Die DDR zwischen Repression und Widerspruch“ in der Galerie am Malzhaus,  Dresden[78]
- 2022: Informationstafeln zu Albert Ammer in der Ausstellung „Die DDR zwischen Repression und Widerspruch“ in Großenhain, Sachsen[15]
- 2023: Ab 17. Juni 2023, Sonderausstellung in der Gedenkstätte Roter Ochse, Halle (Saale); Präsentation bisher nicht bekannter Aufnahmen von Albert Ammer[68]
- 2023: ZDF Terra X: „Fünf Anläufe zur Demokratie“ - die Aufnahmen des Kameramanns Albert Ammer vom 17. Juni 1953 in einer rekonstruierten Form, ZDF-Produktion von Mario Sporn[70].
- 2023: „ARD History“ - der 17. Juni 1953 in Halle (S.) und die Rolle der Filmassistentin Jutta-Regina Lau, ARD-Dokumentation von Sabine Michel.
- 2023 Juni und Juli: Beklebung einer Treppe in der Stadt Halle (Saale) mit einer Aufnahme vom 17. Juni 1953 von Albert Ammer.[69]
- 2023: Informationstafeln in Wanderausstellung im Landtag Sachsen-Anhalt: „Menschen Recht Freiheit Protest: Der Aufstand vom 17. Juni 1953 in Sachsen-Anhalt“. Bilder aus Halle (S.) von Albert Ammer.
- 2023: Bericht in MDR-aktuell mit Alexander K. Ammer.
- 2023: Bericht zur Ausstellungseröffnung durch Alexander K. Ammer in den ARD-Tagesthemen vom 17. Juni 2023.

## Filmografie (Auswahl)
Bei den genannten Filmen und Produktionen wirkte Albert Ammer als Kameramann.

### Dokumentarfilme
- 1950: Reserven, Regie: Günther Mühlforte, 35mm, 533m[3]
- 1952: Brigade „Anton Trinks“: Regie: Günther Mühlforte, 35mm, 15 Minuten[3][79][53]
- 1953: Flugmodellbau: Regie: Reiner Carrow, 35mm, 720m[3]
- 1953: Demonstrationen und Volksaufstand vom 17. Juni 1953, Halle (Saale), 35mm, Filmmaterial verschollen, durch Stasi am 18. Juni 1953 beschlagnahmt
- 1959: Trinkwasser für München, 17 Minuten[2]
- 1961: Besteigung der Eiger-Nordwand
- 1960: Industrialisierung des Grenzlandes, Regie: Heinz Burghardt, 16mm[80]
- 1961: Deutsches Museum München, 4 Teile, Regie: Ernst von Khuon
- 1961: „Wie kamen Sie darauf?“, dokumentarische TV-Serie, Leitung: Fritz Benscher
- 1962: Fort Lamy: Traditionelle Feste und Rituale im Ländereck Tschad, Kamerun, Niger und Nigeria, Regie: Klaus Schmidt, 16mm[2]
- 1963: Cinque Terre, Regie: Doro Bach, 16mm, 50 Minuten[2]
- 1964: Fragezeichen am Weg, dokumentarische TV-Serie, Regie: Hermann Wenniger
- 1965: Aus der bayerischen Schatzkammer: Bamberg, Regie: Götz Freiherr von Pölnitz
- 1968: Die künstlichen Paradiese - Künstler arbeiten unter LSD, Regie: Richard P. Hartmann, 16mm, 44 Minuten[2]
- 1968: Tschitti Tschitti Bäng Bäng (Dokumentation)[2]
- 1969: Italienische Literatur, Regie: Massimo Sani, 16mm, 90 Minuten[2]
- 1970: Fahndungsauftrag Demokratie (Polizei-Film), Regie: Horst Siebecke[81]

### Deutsche Wochenschau (1943–1945)
Die Liste nennt einige Orte und Daten, bei denen Ammer als Filmkameramann 35 mm drehte. Die Aufnahmen wurden z. T. zensiert und nicht in der Wochenschau verwendet.
- 1943/44: Luftangriffe auf Berlin
- 1943: Jahrhunderthalle Breslau, November 1943
- 1944: Flakbunker Zoo, Fliegeralarm, Berlin, März 1944
- 1944: Robert Koch Krankenhaus, Leistenbruch Operation, Berlin, April 1944
- 1944: Luftangriff auf Berlin, Leipziger Straße und brennendes OKW, April 1944
- 1944: Verleihung Ritterkreuze durch Albert Speer, Werk Salzgitter, Mai 1944
- 1944: Flugboot BV 238 V1, Finkenwerder/Hamburg, Juni 1944
- 1944: Gefechtsstand des Oberbefehlshabers West, Dozulé, Frankreich, 20. Juli 1944
- 1944: Westfront Normandie, Frankreich Juli/August 1944
- 1944: Deutsche Wochenschau Nr. 19, 1944 (712)[82]
- 1944: Rückzug deutscher Wehrmacht, Vernon, Frankreich, August 1944
- 1944: Westwall Befestigungen, Oktober 1944
- 1944: Rückzug deutscher Wehrmacht, Vogesen, Frankreich, Oktober/November 1944
- 1945: Deutsche Wochenschau Nr. 9, 1945 (754)[82]

### Der Augenzeuge (Wochenschau) DDR (1947–1950)
- 1947: Einbringung der Ernte in Eisenberg. Der Augenzeuge (Wochenschau), Juni 1947
- 1947: Brunnenfest, Mühlhausen. Der Augenzeuge, Juli 1947
- 1947: Restaurierung des Erfurter Doms. Der Augenzeuge, Nr. 67/1947, 5. Sujet, AD 29. August 1947 (mit anderen Kameramännern)[83]
- 1947: Wiederaufbau Goethes Wohnhaus und des Nationaltheaters in Weimar unter Teilnahme des Ministerpräsidenten; Der Augenzeuge (Wochenschau), Nr. 83/1947, 5. Sujet (mit anderen Kameramännern)[83]
- 1947: Holzaktion, Schmücke bei Oberhof, August 1947
- 1947: 100 Jahre Heilbad Bad Sulza. Der Augenzeuge, August 1947[83]
- 1947: Wiederaufbau Carl-Zeiss-Werke Jena. Der Augenzeuge, September 1947
- 1947: Einweihung Kinderdorf, Wilhelmstal. Der Augenzeuge, September 1947
- 1947: Polizei–Film. Der Augenzeuge, Oktober 1947
- 1947: Glückauf im Kalischacht, Sonderhausen. Der Augenzeuge, November 1947
- 1947: Borkenkäfer, Weimar. Der Augenzeuge, Dezember 1947
- 1948: LPD–Tagung, Weimar. Der Augenzeuge, Januar 1948
- 1948: Kunst- und Bauhochschule Weimar. Der Augenzeuge, Januar 1947
- 1948: Lederverarbeitung, Hirschberg. Der Augenzeuge, März 1947
- 1948: Nadelfabrikation, Ichtershausen. Der Augenzeuge, März 1948
- 1948: Leben an der Zonengrenze, Ellrich. Der Augenzeuge, April 1948
- 1948: Revolutionsfeier, Weimar. Der Augenzeuge, April 1948
- 1948: VVN–Tag, Weimar, April 1948
- 1948: Ministerpräsident Eggerath besichtigt Borkenkäfergebiet. Der Augenzeuge, April 1948
- 1948: Wiederaufbau einer zerstörten Brücke, Saalburg. Der Augenzeuge, April 1948
- 1948: Interzonales Studententreffen auf der Wartburg, Eisenach. Der Augenzeuge, Mai 1948
- 1948: Lokführer bei der Arbeit, Bad Salzungen. Der Augenzeuge, Juni 1948
- 1948: Gesamtdeutscher evangelischer Kirchentag auf der Wartburg, Eisenach. Der Augenzeuge, Juli 1948
- 1948: Vorbereitung der Wiedereröffnung des Nationaltheaters Weimar. Der Augenzeuge, August 1948
- 1948: Der letzte Erntetag der Familie Scholl, Jena. Der Augenzeuge, September 1948
- 1948: Schwefelsäure und Zellwolle. Der Augenzeuge, Nr. 130/1948, AD 9. November 1948 (mit anderen Kameramännern)[83]
- 1948: Künstlerfest Kunsthochschule Weimar. Der Augenzeuge, Januar 1948
- 1948: Blumenstadt Erfurt. Der Augenzeuge, Januar 1948
- 1948: Wasserleitung für die Maxhütte, Tauschwitz b. Saalfeld. Der Augenzeuge, Februar 1948
- 1948: Nordhausen mahnt. Der Augenzeuge, März 1948
- 1948: Auftakt zum Goethejahr, Weimar. Der Augenzeuge, März 1948
- 1948: Olympia Schreibmaschinen für Ägypten, Erfurt. Der Augenzeuge, Mai 1948
- 1948: 2. Jugend-Kongress der SED mit Wilhelm Pieck, Erfurt. Der Augenzeuge, April 1948
- 1948: Künstler Albert Schaefer-Ast, Weimar. Der Augenzeuge, April 1948
- 1948: Kurbetrieb, Bad Liebenstein. Der Augenzeuge, Mai 1948
- 1948: Prüfungsfahrt mit neuem BMW, Eisenach. Der Augenzeuge, September 1948
- 1948: Übergabe Erntekrone, Schott-Werk, Jena. September 1948
- 1948: Weinlese, Freyburg/Unstrut. Der Augenzeuge, Oktober 1948[53][83]
- 1948: Neue Schule, Hermsdorf. Der Augenzeuge, Oktober 1948
- 1948: Weihe des Erfurter Doms, Erfurt. Der Augenzeuge, Oktober 1948
- 1948: Kinder-Heilbad, Bad Frankenhausen. Oktober 1948
- 1948: Thüringer Holzspielwaren, Steinach. Der Augenzeuge, November 1948, Dezember 1948
- 1948: Defa Jahresrückblick 1948, Wochenschau 1948/137
- 1949: Künstlerfest, Bau- und Kunsthochschule, Weimar. Januar 1949
- 1949: Thomas Mann besucht die Goethestadt Weimar[53][83]
- 1949: Städte der Ostzone Erfurt. Der Augenzeuge, Nr. 12/1949, 5. Sujet, AD 25. März 1949 (mit anderen Kameramännern)[83]
- 1949: Goethefeier der Jugend unter Teilnahme von Otto Grotewohl und Erich Honecker. Der Augenzeuge, Nr. 13/1949, 5. Sujet, AD 1. April 1949 (mit anderen Kameramännern)[83]
- 1949: Max(-Hütte) braucht Wasser. Der Augenzeuge, Nr. 15/1949, 7. Sujet, AD 15. April 1949 (mit anderen Kameramännern)[83]
- 1949: Städte der Ostzone Nordhausen. Der Augenzeuge, Nr. 16/1949, 4. Sujet, AD 22. April 1949 (mit anderen Kameramännern)[83]
- 1949: Olympia Schreibmaschinen, Erfurt. Mai 1949
- 1949: Kurbetrieb in Bad Liebstein. Mai 1949
- 1949: Henneke-Arbeiter beim Jugend Kongress unter Teilnahme von Walter Ulbricht, Erfurt. 1949
- 1949: Heiterkeit ist die beste Medizin – Besuch bei Albert Schaefer-Ast in Weimar. Der Augenzeuge, Nr. 23/1949, 4. Sujet, AD 10. Juni 1949 (mit anderen Kameramännern)[83]
- 1949: Lehrlingsdorf Sömmerda. Der Augenzeuge, Nr. 30/1949, 3. Sujet, AD 29. Juli 1949 (mit anderen Kameramännern)[83]
- 1949: Textilstadt Gera. Der Augenzeuge, Nr. 26/1949, 3. Sujet, AD 1. Juli 1949 (mit anderen Kameramännern)[83]
- 1949: Fabrik Zeiss, Jena. Juli 1949
- 1949: 600 Jahre Spielzeugstadt Sonneberg. Der Augenzeuge, Nr. 31/1949, 3. Sujet, AD 5. August 1949 (mit anderen Kameramännern)[53][83]
- 1949: Goethepreis für Thomas Mann. Der Augenzeuge, Nr. 32/1949, 9. Sujet, AD 12. August 1949 (mit anderen Kameramännern)[83]
- 1949: Goethestadt Weimar. Der Augenzeuge, Nr. 34/1949, 4. Sujet, AD 26. August 1949 (mit anderen Kameramännern)[83]
- 1949: Auf dem Gut von Frau von Stein. Der Augenzeuge, Nr. 37/1949, 4. Sujet, AD 16. September 1949 (mit anderen Kameramännern)[83]
- 1949: Nützliche Giftschlangen, Gera. Der Augenzeuge, Nr. 40/1949, 6. Sujet, AD 7. Oktober 1949 (mit anderen Kameramännern)[83]
- 1949: BMW-Werk Eisenach und Testfahrt BMW 340. Der Augenzeuge, Nr. 42/1949, 6. Sujet, AD 21. Oktober 1949 (mit anderen Kameramännern)[83]
- 1949: Institut für Maß und Gewicht, Weida. Der Augenzeuge, Nr. 43/1949, 3. Sujet, AD 28. Oktober 1949 (mit anderen Kameramännern)[83]
- 1949: Schulreportage, Hermsdorf. Der Augenzeuge, Nr. 44/1949, 5. Sujet, AD 5. November 1949 (mit anderen Kameramännern)[83]
- 1949: Werkstatt des Weihnachtsmanns. Der Augenzeuge, Nr. 48/1949, 1. Sujet, AD 2. Dezember 1949 (mit anderen Kameramännern)[83]
- 1949: Wintersport in Schierke. Der Augenzeuge, Nr. 51/1949, 3. Sujet, AD 23. Dezember 1949 (mit anderen Kameramännern)[83]
- 1948/49: Grenzkommando Dudersleben[83]
- Ende 1940er Jahre (undatiert): Kammer der Technik Ilmenau, Porzellanfabrik[53][83]
- Ende 1940er Jahre (undatiert): Reichsbahnschule Erfurt, Abt. Lokfahrschule[83]
- Ende 1940er Jahre (undatiert): Jugendherberge „Erich Knauf“, Sonneberg[83]
- 1949/50: Marie-Seebach Stift, Weimar mit Schauspieler Wilhelm-Hinrich Holtz[53][83]
- 1949/50: Hamsterlager Apolda[53][83]
- 1949/50: Planetarium Jena[53][83]
- 1950: Neue Modelle der Mercedes Schreibmaschine, Zella-Mehlis. Der Augenzeuge, Januar 1950
- 1950: Schachmeisterschaften, Heinrichshall. Der Augenzeuge, Januar 1950
- 1950: Ostzonenmeisterschaften in Oberhof. Der Augenzeuge, Nr. 8/1950, 6. Sujet, AD 25. Februar 1950 (mit anderen Kameramännern)[83]
- 1950: IFA Schlepper-Werke, Nordhausen. Der Augenzeuge, Februar 1950
- 1950: Unterbreizbach mahnt: 5. Jahrestag der Bombardierung durch amerikanische Truppen[83]
- 1950: Skiläufer Friedel, Schierke. März 1950 (Sportreportage)[83]
- 1950: Meisterschaften im Geräteturnen, Weimar[83]
- 1950: Tag der Sowjetarmee in Weimar mit dem Thüringer Ministerpräsidenten Werner Eggerath[53][83]
- 1950: Wintersportmeisterschaften in Schierke unter Teilnahme des Ministerpräsidenten der DDR Otto Grotewohl. Der Augenzeuge, Nr. 10/1950, 5. Sujet, AD 10. März 1950 (mit anderen Kameramännern)[83]
- 1950: Die Jugend ehrt Johann Sebastian Bach. Der Augenzeuge, Nr. 13/1950, 2. Sujet, AD 31. März 1950 (mit anderen Kameramännern)[83]
- 1950: Bindegarnproduktion in den Thüringer Jute-Werken. Der Augenzeuge, Nr. 26/1950, 5. Sujet, AD 30. Juni 1950 (mit anderen Kameramännern)[83]
- 1950: Unwetterschäden, Bruchstedt. Der Augenzeuge, Juni 1950
- 1950: Zellwolle Schwarza, Kundgebung. Juni 1950
- 1950: Objektivfabrik Carl Zeiss, Mikroskope, Jena. Der Augenzeuge, Juli 1950
- 1950: 600 Jahre Sonneberg. Der Augenzeuge, Juli 1950
- 1950: Volkssolbad Bad Salzungen. Der Augenzeuge, Nr. 31/1950, 4. Sujet, AD 4. August 1950 (mit anderen Kameramännern)[83]
- 1950: Glasbläser im Thüringer Wald. Der Augenzeuge, Nr. 39/1950, 3. Sujet, AD 29. September 1950 (mit anderen Kameramännern)[83]
- 1950: Neue Schule entsteht in Themar. Der Augenzeuge, Nr. 39/1950, 4. Sujet, AD 29. September 1950 (mit anderen Kameramännern)[83]
- 1950: Qualitätsmöbel für unsere Umsiedler. Der Augenzeuge, Nr. 43/1950, 5. Sujet, AD 27. Oktober 1950 (mit anderen Kameramännern)[83]
- 1950: Besuch im Deutschen Theaterinstitut Weimar. Der Augenzeuge, Nr. 51/1950, 2. Sujet, AD 22. Dezember 1950 (mit anderen Kameramännern)[83]

### Südwestfunk Baden-Baden, Hessischer Rundfunk, Fox (1957–1959)
Ammer führte die Chefkamera für Fernsehspiele.
- 1957: Graf von Ledebur und Graf von Pocci
- 1957/58: Dämmerschoppen mit Gustav Knut, Werner Fink
- 1958: Fernsehspielereien, Regie Wolfgang Kaskeline
- 1958: Schmidseder als Koch
- 1958: Melodie d'Amour mit Henri Salvator
- 1958: Sie schreiben mit: Der Tod kam durch's Telefon (Folge 1 & 2)
- 1958: Artisten-Hotel (5 Teile)
- 1958: Schlagerbummel mit Fred Kraus
- 1959: Luzern[2]
- 1960: Aus dem Bücherschrank geholt: Peter Schlemihls wundersame Geschichte (Fernsehspiel), Regie: Peter Podehl[2]
- 1960: Aus dem Bücherschrank geholt: David Copperfield (Fernsehspiel), Regie: Peter Podehl
- 1961: Aus dem Bücherschrank geholt: Tartarin von Tarascan (Fernsehspiel), Regie: Peter Podehl

### Fox (1958–1959)
- 1958: „Cardinal Spellman“ (Amerikanischer Kardinal besucht US-Hauptquartier)
- 1958: Motorsport Rennen Hockenheim und Nürburgring
- 1958: 800 Jahre München
- 1958: Deutsches Turnfest
- 1958: Botschafterin der Mode Anna Kethly
- 1958: Atom Konferenz, Genf
- 1958: Leichtathletik - Deutschland gegen Sowjetunion in Augsburg

### Bayerischer Rundfunk (1960–1981)
Ammer arbeitete in fester Anstellung als Kameramann für den Bayerischen Rundfunk an zahlreichen Kulturfilmen, Serien, Reportagen und kürzeren Dokumentarfilmen. Dieser Auszug listet ausgewählte Kameraarbeiten.
- 1960: Sportporträt Heiner Stuhlfauth
- 1961: Alte Bauernhäuser in Schwaben[2]
- 1961: König Ludwig II zum 75. Todestag[2]
- 1961: Salzburger Festspiele[2]
- 1961: Fragezeichen am Weg[84]
- 1963: Bau und Eröffnung Seilbahn Zugspitze
- 1963/64: Die goldene Zeit: Luis Trenker erzählt
- 1965: Porträt Jean Monnet
- 1965: Amalfi[2]
- 1965: Italienischer Sprachkurs, Fernsehserie
- 1966: Fragezeichen am Wege[2]
- 1967: Europäischer Jugendstil[2]
- 1967: Flugplätze in Deutschland, Fernsehserie
- 1967: Die unaussprechliche Wahrheit[2]
- 1960er: Porträt Ernst von Siemens
- 1972: Richtfest Gelände für Olympische Sommerspiele 1972 am Riesenfeld München
- 1972: Reportagen über die Olympischen Sommerspiele 1972 in München
- 1973: Gebaut - verbaut? Wann kommt Leben ins Olympiadorf?[55]
- 1970er Jahre: Porträts verschiedener Prominenter, zum Beispiel: Joseph Beuys, Eugen Roth (Dichter), Maria Schell, Ernst Fuchs (Maler), Friedensreich Hundertwasser, Carl Borro Schwerla[55]
- 1970er Jahre: Porträts und Gespräche mit Politikern der Zeit[55]
- 1973: Mit Luis Trenker in Südtirol
- 1977: Haben Engel Flügel?[55]
- 1978: Die fabelhafte Familie Ko in der Zauberkiste (13-teilige Fernsehserie), Regie: Jörg Grünler[2]
- 1978: Das Auto der Zukunft[55]
- 1979: Europa vor der Wahl (Zwei Teile)[55]
- 1980er Jahre: Prominente im Gespräch: zum Beispiel: Simone Signoret, Margret Boveri, Ivan Rebroff, Jean Marais, Edmund Stoiber, Michael Ponti[55]
- 1980: 750 Jahre Minnesänger Walther[55]
- 1981: Beim Wort genommen: Janina David Ein Stück Himmel[55]